# تناسب الآيات والسور في القرآن

علم المناسبات بين سور القرآن الكريم أو بين الآيات في السورة الواحدة هو من العلوم الدقيقة، التي تحتاج إلى فهم عميق لمقاصد القرآن الكريم، وتذوّق لنظمه المعجز وبيانه، بالإضافة إلى معايشة جو التنزيل. وغالبًا ما تطرأ على ذهن المفسر في صورة إشراقات فكرية أو روحية.
فإن كانت الآيات قد جُمعت بعد نزولها متفرقة، فإنها أثناء التنزيل نزلت مفرقة عن جمع، كأنها بناء قائم على قواعده، فلما أريد نقله إلى موضع آخر قُدّرت أبعاده ورُقّمت لبناته، ثم فُرّق أنقاضًا، فلم تلبث كل لبنة أن عرفت موضعها، فعاد البنيان مرصوصًا، يشدّ بعضه بعضًا، كهيئته الأولى.

## نشأة علم المناسبات
ارتباط آي القرآن بعضها ببعض حتى تكون كالكلمة الواحدة المتسعة المعاني المنتظمة المباني، علم عظيم، لم يتعرض له إلا عالم واحد بدأ بسورة البقرة، ثم فتح الله فيه، فلما لم يجد له حملة، ورأى الناس في غفلة، ختم عليه وجعله بينه وبين الله، وردّه إليه.
قال الزركشي: "وقال بعض مشايخنا المحققين -وسماه جلال الدين السيوطي في الإتقان: الشيخ ولي الدين الملوي-:
فالآيات على حسب الوقائع تنزيلًا، وعلى حسب الحكمة ترتيبًا، مرتبة سوره وآياته كلها بالتوقيف، كما أنزل جملة إلى بيت العزة. ومن المعجز البين أسلوبه ونظمه، والواجب في كل آية أن يُبحث أولًا: هل هي تكملة لما قبلها، أم مستقلة؟ فإن كانت مستقلة، فما وجه مناسبتها لما قبلها؟ ففي ذلك علم جم. وكذلك يُطلب في السور وجه اتصالها بما قبلها ولماذا سِيقت."

## تعريف علم المناسبات
علم يبحث في المعاني الرابطة بين الآيات بعضها ببعض، وبين السور بعضها ببعض، لمعرفة الحكمة من ترتيب آيات القرآن الكريم وسوره.
ويعدّ الإمام أبو بكر النيسابوري أول من تحدث فيه، وكان إذا قُرئت عليه آية، قال: "لِمَ جُعلت هذه الآية جنب هذه؟ وما الحكمة في وضع هذه السورة إلى جانب هذه؟".
ومن أشهر الكتب في هذا العلم: نظم الدرر في تناسب الآيات والسور للإمام برهان الدين البقاعي.

## أهمية علم المناسبات
مكانة هذا العلم في علم التفسير كمكانة علم البيان في علم النحو.
يساعد على ربط أجزاء الكلام لتصبح كالبناء المتماسك المحكم.
يرسّخ الإيمان في القلب ويظهر إعجاز القرآن من جهتين: نظم الجملة الواحدة، ونظمها في السياق العام.
يتضمّن كثيرًا من لطائف وروائع القرآن، ويقبله العقل السليم.
تجاهل علم المناسبات يؤدي إلى ابتعاد عن المعنى، حتى في الآية الواحدة، كما حدث لبعض المفسرين في تفسير آية الأهلة: {يَسْأَلونَكَ عَنِ الْأَهِلَّةِ...} [البقرة: ١٨٩]، فقد جاء في سبب نزولها: سأل الناس رسول الله صلى الله عليه وسلم عن الأهلة، فأنزل الله الآية.

## ترتيب الآيات
ترتيب الآيات في السور توقيفي، ثابت بالوحي، وبأمر النبي صلى الله عليه وسلم أو بما ثبت من تلاوته للقرآن أمام الصحابة. وقد دلت النصوص وانعقد الإجماع على ذلك.
قال الزركشي: "ترتيب الآيات في سورها واقع بتوقيفه صلى الله عليه وسلم وأمره، من غير خلاف بين المسلمين".
وروى البيهقي والحاكم عن زيد بن ثابت: "كنا عند النبي صلى الله عليه وسلم نؤلف (أي نجمع) القرآن من الرقاع"، وعلّق البيهقي: "يشبه أن المراد تأليف ما نزل من الآيات المفرقة في سورها وجمعها فيها بإشارة النبي صلى الله عليه وسلم".

## ترتيب السور
فيه ثلاثة آراء:
1. توقيفي من النبي صلى الله عليه وسلم.

2. اجتهادي من الصحابة، حيث رُتّبت السور الطوال، ثم المئين، ثم المثاني، ثم المُفصّل، وقد أجمع الصحابة على هذا الترتيب.

3. رأي وسط يقول إن بعض الترتيب توقيفي وبعضه اجتهادي، وهو قول جمهور العلماء.
فمن السور التي رُتّبت بأمر النبي صلى الله عليه وسلم: البقرة وآل عمران، كما في حديث "اقرؤوا الزهراوين"، وكذلك قل هو الله أحد والمعوذتان، مما يشير إلى ترتيبها في المصحف.

## صور التناسب في القرآن

### مناسبة السورة التي تليها بالموضوع
مثال: مناسبة سورة الشرح لما قبلها سورة الضحى، حيث تحدثت السورتان عن نعم الله على النبي صلى الله عليه وسلم، فذكرت الضحى رعايته له في يتمه وفقره، وتحدثت الشرح عن شرح صدره ومغفرة ذنوبه.

### مناسبة بداية السورة لخاتمة ما قبلها
مثال: نهاية سورة الطور {ومن الليل فسبحه وأدبار النجوم}، وبداية سورة النجم {والنجم إذا هوى}، حيث إن كلا الموضعين مرتبط بوقت اختفاء النجوم.

### المناسبة بين بداية السورة ونهايتها
مثال: سورة النحل بدأت بـ: {أتى أمر الله فلا تستعجلوه}، وختمت بـ: {إن ربك من بعدها لغفور رحيم}، فكأنما ربطت بين النهي عن الاستعجال والصبر على أمر الله.

### مناسبة بدايات السور
مثال: السور السبع التي تبدأ بـ "حم" (غافر، فصلت، الشورى، الزخرف، الدخان، الجاثية، الأحقاف)، فقد اتفقت في الحديث عن صفات الله وموضوعات تتعلق بالقرآن، مما يظهر التناسق في البناء الموضوعي.